# Susan Yeagley
Susan Melinda Yeagley (Nashville (Tennessee), 27 februari 1972) is een Amerikaanse actrice.

## Biografie
Yeagley werd geboren in Nashville (Tennessee) in een gezin als jongste van twee dochters. Zij studeerde cum laude af met een Bachelor of Arts aan de University of Southern California in Los Angeles.
Yeagley begon in 1998 met acteren in de film The Thin Pink Line, hierna speelde zij nog meerdere rollen in films en televisieseries.
Yeagley is in 2005 getrouwd met acteur Kevin Nealon met wie zij een kind heeft.

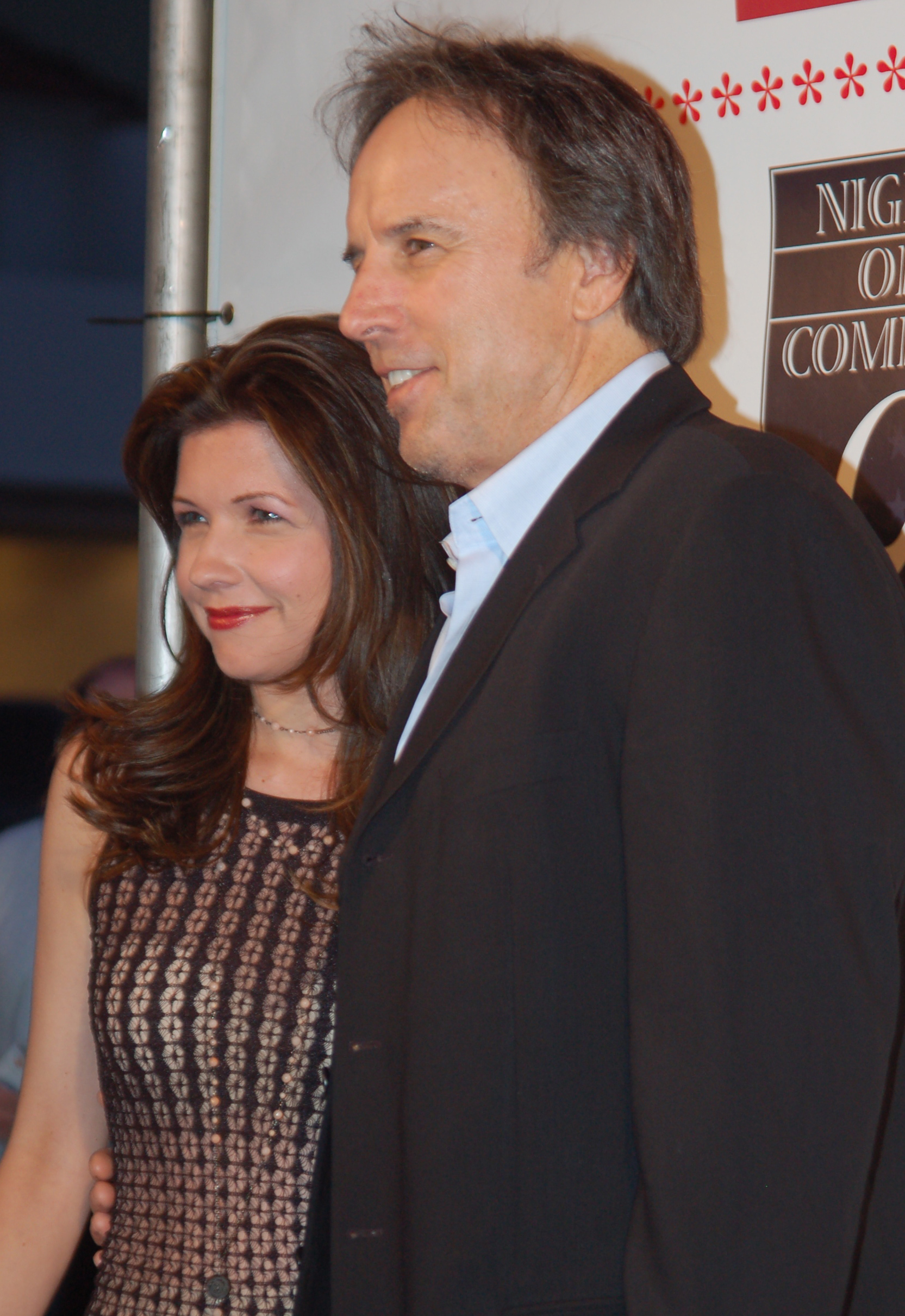
Susan Yeagley met haar man
Kevin Nealon in 2011

## Filmografie

### Films
- 2021 Sister Swap: Christmas in the City - als Barb Hutter
- 2021 Sister Swap: A Hometown Holiday - als Barb Hutter
- 2018 Action Point - als volwassen Boogie
- 2016 Mascots - als Laci Babineaux
- 2014 Blended - als zuidelijke stiefmoeder
- 2011 And They're Off – als Molly
- 2011 Balls to the Wall – als huwelijksplanner
- 2010 Love Shack – als Kat Waters
- 2008 The Lucky Ones – als Kendra
- 2003 Intolerable Cruelty – als slet
- 2002 Another Bobby O'Hara Story... – als Wunda Hair vrouw
- 2002 The Big Time – als Miss Eve
- 2002 Next! – als diverse karakters
- 2000 Almost Famous – als Stewardess
- 2000 Coyote Ugly – als biedster
- 2000 The Dukes of Hazzard: Hazzard in Hollywood! – als Tami
- 1998 The Thin Pink Line – als nieuwe vrouw van Chauncey

### Televisieseries
Uitgezonderd eenmalige gastrollen.
- 2009-2015 Parks and Recreation – als Jessica Wicks – 9 afl.
- 2009-2012 Rules of Engagement – als Tracy – 6 afl.
- 2009-2010 'Til Death – als Simona Redford – 9 afl.
- 2007-2008 The Sarah Silverman Program. – als Denise – 2 afl.
- 2003 Reno 911! – als caissière – 2 afl.